# Gorki-10
Gorki-10 (nommée d'après l'écrivain Gorki) est une localité de banlieue de l'oblast de Moscou en Russie appartenant au raïon d'Odintsovo dans la banlieue ouest de Moscou. Elle se trouve à 25 kilomètres de la chaussée Roubliovo-Ouspenskoïe, ou autoroute A106. Elle fait partie de la municipalité rurale d'Ouspenskoïe et elle est surtout composée aujourd'hui de barres d'immeubles résidentiels, de krouchtchiovkas (immeubles de briques à trois étages de la période khrouchtchévienne, répandus dans toute l'URSS), et encore de quelques datchas. Sa population s'élevait à 6 456 habitants en 2013.
Ce village est connu par son haras, institué juste après la révolution d'Octobre pour l'amélioration de la race. Ses chevaux sont fameux dans toute la Russie. Le haras n°1 a eu une réputation sinistre à la fin de l'URSS, lorsqu'y habitait le tueur en série Sergueï Golovkine (1959-1996) qui terrorisa la région.
Maxime Gorki y a composé certaines de ses œuvres (notamment La Vie de Klim Samguine) car il y passait à la fin de sa vie quelques jours en été à partir de 1931.